# Освіго (округ)
Шаблон:StateAbbr_ 43°28′ пн. ш. 76°12′ зх. д. / 43.47° пн. ш. 76.2° зх. д.
Округ Освіго (англ. Oswego County) — округ (графство) у штаті Нью-Йорк, США. Ідентифікатор округу 36075.

## Історія
Округ утворений 1816 року.

## Демографія
За даними перепису
2000 року
загальне населення округу становило 122377 осіб, зокрема міського населення було 43441, а сільського — 78936.
Серед мешканців округу чоловіків було 60402, а жінок — 61975. В окрузі було 45522 домогосподарства, 31233 родин, які мешкали в 52831 будинках.
Середній розмір родини становив 3,08.
Віковий розподіл населення поданий у таблиці:
| Стать    | До 15 років | 15-21 | 22-29 | 30-39 | 40-49 | 50-65 | 65-85 | Понад 85 |
| -------- | ----------- | ----- | ----- | ----- | ----- | ----- | ----- | -------- |
| Чоловіки | 13830       | 7305  | 5683  | 9195  | 9532  | 9071  | 5376  | 410      |
| Жінки    | 13111       | 7246  | 5663  | 9418  | 9298  | 9150  | 6938  | 1151     |

## Суміжні округи
- Джефферсон — північ
- Льюїс — північний схід
- Онейда — схід
- Медісон — південний схід
- Онондага — південь
- Каюга — південний захід

## Виноски
1. ↑  U.S. Decennial Census. United States Census Bureau. Процитовано 6 січня 2015.
2. ↑  Historical Census Browser. University of Virginia Library. Архів оригіналу за 30 травня 2019. Процитовано 6 січня 2015.
3. ↑  Population of Counties by Decennial Census: 1900 to 1990. United States Census Bureau. Процитовано 6 січня 2015.
4. ↑  Census 2000 PHC-T-4. Ranking Tables for Counties: 1990 and 2000 (PDF). United States Census Bureau. Процитовано 6 січня 2015.
5. ↑  State & County QuickFacts. United States Census Bureau. Архів оригіналу за 7 червня 2011. Процитовано 12 жовтня 2013.(англ.) Наведено за англійською вікіпедією.
6. ↑  American FactFinder. Бюро перепису населення США. Архів оригіналу за 26 лютого 2012. Процитовано 31 січня 2008.

| США | Це незавершена стаття з географії США. Ви можете допомогти проєкту, виправивши або дописавши її. |